# Ro-vezana proteinska kinaza
Ro-vezana proteinska kinaza (ROCK) je kinaza iz AGC (PKA/PKG/PKC) familije serin-treonin kinaza. ROCK kinaze (ROCK1 i ROCK2) su izražene kod sisara (čovek, pacov, miš), zebrica, žaba, bezkičmenjaka (C. elegans, komarci, Drosophila) i živine. Ljudska ROCK1 ima molekulsku masu od 158 kDa i ona je glavni nizvodni efektor male GTPaze RhoA. ROCK sisara se sastoji od kinaznog domena, regiona upredene zavojnice i plekstrin homolognog (PH) domena, koji umanjuje kinaznu aktivnost ROCK enzima putem auto-inhibitornog intramolekularnog nabora ako RhoA-GTP nije prisutna..
Za ROCK kinaze pacova je nađeno da su prvi Ro efektori. One indukuju formiranje stresnih vlakana i fokalnu adheziju putem fosforilacije MLC (miozinskog lakog lanca). Usled ove fosforilacije, aktin vezuje miozin II i time se povećava kontraktilnost. Dve mišje ROCK izoforme ROCK1 i ROCK2 su poznate. ROCK1 je prvenstveno izražen u plućima, jetri, slezini, bugrezima i testisima. Za razliku od njega, ROCK2 se uglavnom nalazi u mozgu i srcu.

## Bolesti
Nedavna istraživanja su pokazala da ROCK signalizacija ima važnu ulogu u mnogim bolestima uključujući dijabetes, neurodegenerativne bolesti i rak. Za ROCK inhibitore je predloženo da mogu da služe kao potencijalni terapeutski tretman za sprečavanje neželjene ćelijske migracije. Na primer, jedan od ciljeva je da se spreči migracija metastastičkih ćelija raka u dodatna tkiva.